# Pete Bremy
Pete Bremy (* 15. října 1952 Paterson, New Jersey, USA) je americký baskytarista. V roce 2002 vystřídal nemocného Tima Bogerta ve skupině Vanilla Fudge. Bogert se po uzdravení opět vrátil. Bremy v letech 2004–2005 koncertoval s Essrou Mohawk a v roce 2008 opět nahradil Bogerta ve Vanilla Fudge, ale Bogert se opět vrátil. Bogert ze skupiny znovu odešel v roce 2011 a nahradil jej Bremy. Ten ho nahradil i v další skupině nazvané Cactus. Obě skupiny spojuje bubeník Carmine Appice.